# Черноусова (деревня)
Черноусова — деревня в Каменском районе Свердловской области России. Входит в Каменский муниципальный округ. Ранее входила в состав Черемховского сельсовета Каменского района.

## География

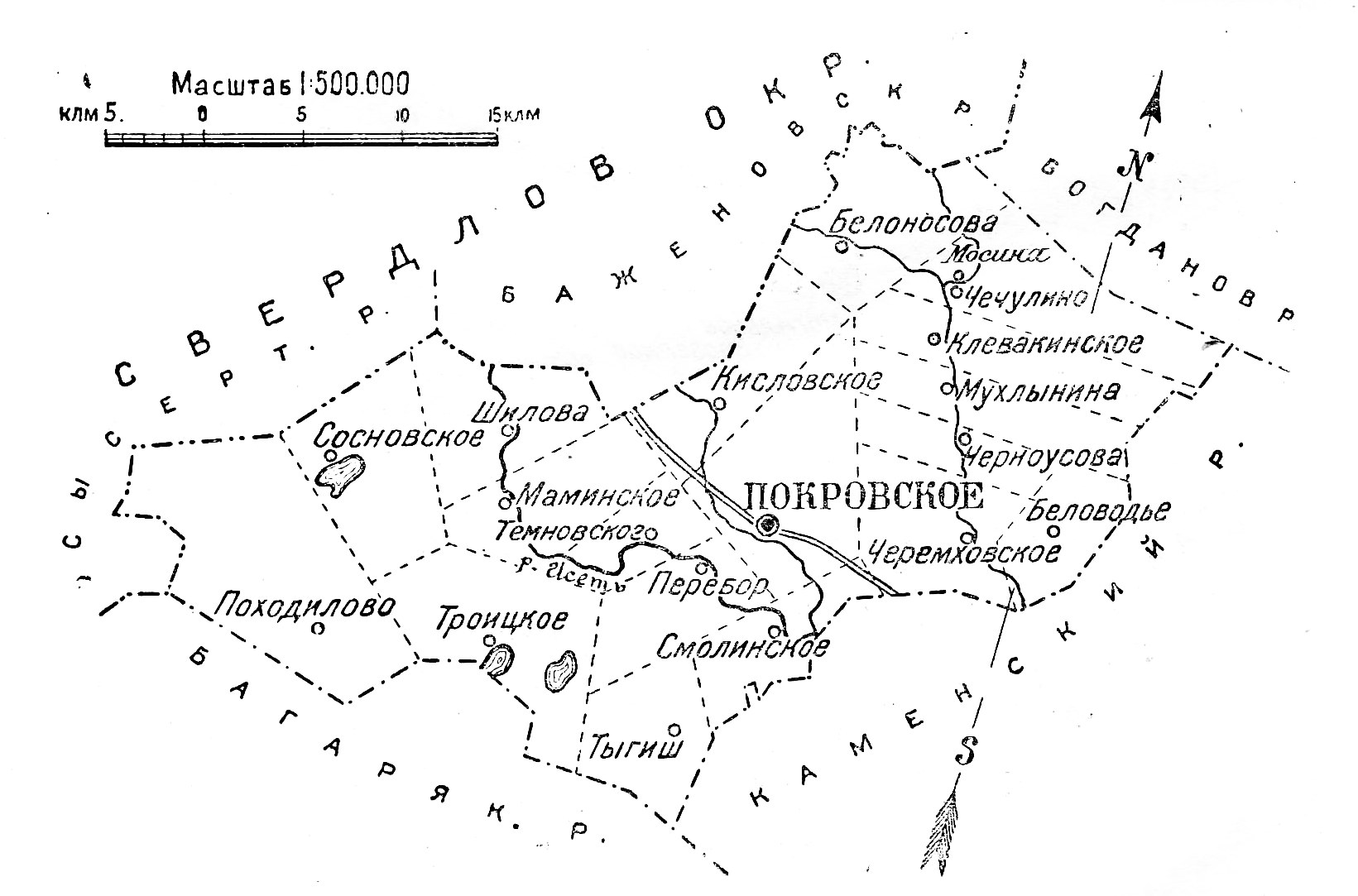
Черноусова на схеме Покровского района, 1928 год

Деревня Черноусова расположена в 15 километрах (по автодороге в 18 километрах) к северо-северо-западу от города Каменска-Уральского, на берегу реки Каменки (левого притока Исети). Через деревню проходит автотрасса Каменск-Уральский — Богданович. В двух километрах к востоку от деревни Черноусовой расположен ботанический природный памятник — болото Берёзовое.
Южнее деревни Черноусовой находится село Черемхово, расположенное чуть далее по автодороге в каменском направлении и чуть ниже по течению Каменки. Севернее Черноусовой находится деревня Мухлынина, расположенная выше по течению Каменки.

## История
В 1916 году деревня относилась к Клевакинской волости. В 1928 году деревня Черноусово входила в Черноусовский сельсовет Покровского района Шадринского округа Уральской области.

## Население
| 1926 | 2002 | 2010 | 2021 |
| ---- | ---- | ---- | ---- |
| 995  | ↘174 | ↗205 | ↗281 |

Структура
- По данным переписи населения 1926 года, в деревне Черноусово было 208 дворов с населением 995 человек (мужчин — 483, женщин — 512), все русские[3].
- По данным Всероссийской переписи населения 2002 года, русские составляли 87 % от общего чичла жителей деревни, удмурты — 6 %, татары — 5 %[7].
- По данным переписи населения 2010 года, в деревне проживали 205 человек — 95 мужчин и 110 женщин[8].